# نيكولا ديميترو
نيكولاو مانويل دوميترو كاردوسو(من مواليد 12 أكتوبر 1991) هو لاعب كرة قدم الإيطالي الذي
يلعب لنادي نابولي الإيطالي.

## الحياة الشخصية
ولدت في دوميترو Nacka والسويد من أب روماني (الذي تولى في وقت لاحق على الجنسية الإيطالية)، والأم من أصل أفريقي البرازيلي، وانتقلت تباعا مع امبولي، توسكانا في عام 1998 مع والديه.

## نادي الوظيفي
بدأ حياته المهنية دوميترو على امبولي في مباراة خلال موسم 2008-09 في دوري الدرجة الثانية ولعب آخر مباراة في الموسم التالي، لا يزال على مستوى دوري الدرجة الثانية.
في 31 أغسطس 2010 تم التوقيع عليه من قبل النادي الإيطالي محكمة أمن الدولة نابولي.

## شهادة الدولية
مع منتخب إيطاليا تحت 19 سنة وطنية في عام 2010 شارك في يو 19 بطولة الامم الأوروبية. وهو حاليا عضو في منتخب إيطاليا تحت 20 سنة وطنية.

## وصلات خارجية
- نيكولا ديميترو على موقع الاتحاد الأوربي (الإنجليزية)
- نيكولا ديميترو على موقع دوري كوريا الجنوبية (الإنجليزية)
- نيكولا ديميترو على موقع قاعدة بيانات كرة القدم.إي يو (الإنجليزية)
- نيكولا ديميترو على موقع Soccerbase.com (لاعب) (الإنجليزية)
- نيكولا ديميترو على موقع Soccerway.com (الإنجليزية)
- نيكولا ديميترو على موقع عالم كرة القدم.نت (الإنجليزية)
- نيكولا ديميترو على موقع AS.com (الإسبانية)